# Jupp Besselmann
Jupp Besselmann, właściwie Josef Besselmann (ur. 21 listopada 1909 w Paderborn, zm. 26 maja 1983) – niemiecki bokser, złoty medalista Mistrzostw Europy, zawodowy mistrz Europy.

## Kariera
Uczestnicząc w Mistrzostwach Europy w Budapeszcie 1930 roku, wywalczył tytuł mistrza Europy w kategorii półśredniej.
Startując w mistrzostwach Niemiec, zdobył tytuł mistrza w 1930 roku, w tej samej wadze.
W latach 1930 – 1950, walczył na ringu zawodowym, zostając zawodowym mistrzem Europy w okresie 1942 – 1943 w kategorii średniej. Jako zawodowiec stoczył 118 walk, z czego 96 wygrał, 12 zremisował i 9 przegrał.